# Sylvia Massari
Sylvia Massari, nome artístico de Carmen Silvia de Souza Barbosa (Jardinópolis, 2 de agosto de 1947) é uma atriz e cantora brasileira.
Fez dezenas de peças, incluindo musicais, e participações em TV, em mais de 30 anos de carreira. Foi uma das atrizes que protagonizaram Evita no Brasil.

## Filmografia

### Televisão
| Ano       | Título                             | Personagem                         | Nota                                  |
| --------- | ---------------------------------- | ---------------------------------- | ------------------------------------- |
| 2019      | A Praça é Nossa                    | Maria Santa                        | Participação especial                 |
| 2018      | Brasil a Bordo                     | Irmã Vera Cruz                     | Episódio: "3"                         |
| 2017      | TOC's de Dalila                    | Regina                             | Episódio: "O Caso do Garfo"           |
| 2016      | Totalmente Demais                  | Juíza Branca Moreira               | Episódio: "28 de maio"                |
| 2015      | Sete Vidas                         | Helô                               |                                       |
| 2013      | Malhação                           | Irmã Regina                        |                                       |
| 2011      | A Vida da Gente                    | Ângela                             |                                       |
| 2011      | Morde & Assopra                    | Sílvia Aquino                      | Episódio: "14 de outubro"             |
| 2010      | A Vida Alheia                      | Solange                            |                                       |
| 2009      | Toma Lá, Dá Cá                     | Carmem                             | Episódio: "A Gravidez das Coisas"     |
| 2009      | Caras & Bocas                      | Sarah                              |                                       |
| 2008      | Xuxa e as Noviças                  | Irmã Maria Amnésia / Dalva Aguilar |                                       |
| 2008      | Casos e Acasos                     | Solange                            | 1 episódio                            |
| 2007      | Duas Caras                         | Graça Lagoa                        |                                       |
| 2007      | Malhação                           | Marta Jaguár                       |                                       |
| 2007      | Amazônia, de Galvez a Chico Mendes | Dalva de Oliveira                  |                                       |
| 2006      | Cobras & Lagartos                  | Madame Elenir                      |                                       |
| 2005      | A Lua me Disse                     | Morcega                            |                                       |
| 2005      | Os Amadores                        | Cely                               |                                       |
| 2004      | A Diarista                         | Mulher no cemitério                | Episódio: "Réquiem Para uma Diarista" |
| 1999–2000 | Escolinha do Professor Raimundo    | Maria Santa                        |                                       |
| 1999      | Ô... Coitado                       | Era Esplêndida                     |                                       |
| 1995–1999 | A Praça é Nossa                    | Maria Santa                        |                                       |
| 1993      | Família Brasil                     | Elisabete (Bete)                   |                                       |
| 1991      | Felicidade                         | Marisa                             |                                       |
| 1990      | La Mamma                           | Zeferina                           |                                       |
| 1985      | Bar Academia                       | Lily Braun                         |                                       |
| 1981      | Partidas Dobradas                  | —                                  |                                       |
| 1981      | Chico Total                        | Freira                             |                                       |
| 1980      | Os Trapalhões                      | Várias Personagens                 |                                       |
| 1976      | Tchan! A Grande Sacada             | Vera                               |                                       |
| 1976      | Anjo Mau                           | Convidada da festa                 | Participação Especial                 |
| 1972      | Linguinha x Mr. Yes                | Silvia                             |                                       |

### Cinema
| Ano  | Título                            | Personagem |
| ---- | --------------------------------- | ---------- |
| 2024 | Mallandro, o Errado Que Deu Certo | Passageira |
| 2020 | No Gogó do Paulinho               | Freira     |
| 2011 | O Arrasa-Corações                 | Maria      |
| 1986 | O Quebra-Nozes                    |            |
| 1977 | Dezenove Mulheres e Um Homem      | Anfitriã   |
| 1970 | A Moreninha                       | Narradora  |

### Teatro
| Ano       | Título                                                  |
| --------- | ------------------------------------------------------- |
| 2025      | Chatô e os Diários Associados - 100 anos de paixão      |
| 2024      | Toulouse: Meu Lugar É Aqui, Montmartre                  |
| 2023      | Beetlejuice, o musical, o musical, o musical            |
| 2022      | Circuncisão em Nova York                                |
| 2017      | Eu não posso lembrar que te amei - Dalva & Herivelto    |
| 2014      | Sim! Eu Aceito!                                         |
| 2011      | Baby                                                    |
| 2010      | A Gaiola das Loucas                                     |
| 2006      | Cauby! Cauby!                                           |
| 2005      | A Vida Privada é Uma Comédia                            |
| 2002      | Eu te amo, você é perfeita, agora muda.                 |
| 2002      | Os Duelistas                                            |
| 1999      | As Aventuras no Reino dos Espetáculos (Teatro Infantil) |
| 1993      | Yentl                                                   |
| 1987–2000 | Noviça Rebelde                                          |
| 1984      | Evita                                                   |
| 1983      | Estrela Dalva                                           |
| 1981      | Aí Vem O Dilúvio                                        |

### Internet
| Ano           | Título                | Cargo         | Emissora |
| ------------- | --------------------- | ------------- | -------- |
| 2018-presente | Canal da Maria Santa! | Apresentadora | YouTube  |